# Bujnowicz Konsorcjum
BUJNOWICZ Konsorcjum – polskie przedsiębiorstwo prywatne, założone 1 maja 1997 roku przez Marcina Bujnowicza. Siedzibą przedsiębiorstwa są Katowice. Ze względu na wielowymiarową działalność w kilku biznesach jednocześnie, organizacja wyodrębniła kilka domen działalności tzw. samodzielnych jednostek organizacyjnych.

## O przedsiębiorstwie
Przedsiębiorstwo początkowo zajmowało się doradztwem organizacyjnym i personalnym oraz szkoleniami dla biznesu. Z czasem rozwinęło swoją ofertę o hobbistyczną edukację muzyczną, impresariat muzyczny, produkcję muzyczną, a także poradnictwo psychologiczne dla rodziców. W 2014 r. przedsiębiorstwo rozszerzyło działalność o szkolnictwo ogólne i zawodowe oraz wytwórnię fonograficzną. Wspiera także działalność Fundacji Ziarno Talentu.

## Historia działalności – kluczowe daty
- 1 V 1997 – powstała Business Consulting & Training, zajmująca się doradztwem biznesowym podmiotom gospodarczym – handlowym i przemysłowym oraz szkoleniami dla biznesu. W styczniu 2002 czasopismo branżowe Detal Dzisiaj wyróżniło przedsiębiorstwo jako „firmę godną polecenia w opinii placówek handlowych”[1]. Domena zrealizowała prawie 500 projektów szkoleniowych oraz prawie 100 przedsięwzięć doradczych z dziedziny organizacji i zarządzania, dla takich przedsiębiorstw jak: Mokate[2], Delko, POLOmarket, Dr Leks, Euro Sklep[3], Delkor, Polskie Składy Budowlane, FC „Solidarność”, Graal, PWC „Odra”, Chata Polska[4], Prymat, EXPO XXI, Knauf Bauprodukte Polska, Vattenfall, a także dla osiemdziesięciu sześciu Powszechnych Spółdzielni Spożywców „Społem” w tym dla PSS „Zgoda” w Płocku, HS „Jubilat” w Krakowie, PSS w Oświęcimiu[5], HSP HT „Wola” w Warszawie oraz Krajowego Związku Rewizyjnego Spółdzielni Spożywców „Społem”. We wszystkich dotychczasowych projektach brało udział ponad 10 000 uczestników bądź kursantów.

- 1 IX 2006 – w Katowicach – na zasadach franszyzy – zainaugurowała rok szkolny Szkoła Muzyczna Yamaha, zajmująca się hobbistyczną edukacją muzyczną dzieci i młodzieży. W latach 2007, 2008, 2009, 2012, 2013, 2014 i 2015 szkoła otrzymała tytuł „Szkoły Roku”[6], a dyrekcja w roku 2009 i 2010 została wyróżniona tytułem „Menedżera Roku”[6]. W marcu 2010 roku szkoła stała się najliczniejszą Szkołą Muzyczną Yamaha w Polsce; obecnie uczy się w niej blisko 600 wychowanków. 1 stycznia 2011 – jako pierwsza tego typu placówka w kraju, uzyskała status Niepublicznej Placówki Artystycznej Bujnowicz Konsorcjum[7], wchodzącej w system oświaty Rzeczypospolitej Polskiej. 1 września 2015 roku placówka zmieniła nazwę na Placówka Artystyczna Akademii Artystycznej.

- 17 XII 2008 – rozpoczęła działalność Music English Academy® zajmująca się artystyczną edukacją językową dzieci i młodzieży. 9 marca 2011 roku znak towarowy „Music English Academy children & teenagers” został zarejestrowany Urzędzie Patentowym RP pod numerem TOW: 363281[8].

- 26 IV 2009 – pierwszy raz na Górnym Śląsku – dla maluchów, niemowlaków i dzieci w brzuszkach – zagrała Filharmonia malucha®[9][10]. Początkowo koncerty muzyki klasycznej organizowała katowicka Szkoła Muzyczna Yamaha wspólnie z Filharmonią Śląską w Katowicach. Wraz z rozwojem Filharmonii malucha®, organizację koncertów przejął Impresariat Muzyczny CONCERTO (kwiecień 2011), który poza działalnością koncertową zajmuje się opieką artystyczną, kreacją sceniczną, a także techniczną obsługą imprez (nagłośnienie, oświetlenie i transmisja obrazu). 2 czerwca 2010 roku znak towarowy „Filharmonia Malucha” został zarejestrowany Urzędzie Patentowym RP pod numerem TOW: 355163[8]. W listopadzie 2012 Filharmonia Malucha® została wybrana w internetowym plebiscycie „najciekawszym miejscem, w którym rodzice mogą spędzić z dziećmi wolny czas”[11]. W maju 2013 – dzięki współpracy z przedsiębiorstwem SONARE – Filharmonia malucha® zagrała po raz pierwszy w Częstochowie w Filharmonii Częstochowskiej[12].

- 29 VI 2009 – w Instytucie Muzyki Uniwersytetu Śląskiego w Cieszynie została zorganizowana pierwsza Letnia Akademia Muzyki – wakacyjne obozy muzyczne dla dzieci i młodzieży łączące edukację muzyczną z aktywnym wypoczynkiem. W roku 2014 domena wprowadziła do oferty Music Incentive Travel – muzyczne wyjazdy wakacyjne zorganizowane przez pracodawcę dla dzieci pracowników jako coś bardzo specjalnego, „nie do kupienia”.

- 1 IX 2009 – powstało Centrum Edukacji Rodzicielskiej, w ramach którego działają poradnia specjalistyczna dla rodziców, szkoła rodzenia (pierwsza w Polsce z elementami muzykoterapii) oraz Uniwersytet Rodziców realizujący szkolenia i coachingi rodzicielskie[13]. W styczniu 2014 domena wprowadziła internetową pomoc i poradnictwo dla rodziców (CER on-line). W roku 2015 – w wyniku reorganizacji – działalność Centrum została zamknięta.

- 3 II 2014 – utworzenie Akademii Artystycznej, zajmującej się rozwijaniem  zainteresowań i uzdolnień artystycznych dzieci, młodzieży i dorosłych, kształceniem ogólnym i zawodowym młodzieży oraz kształceniem ustawicznym dorosłych. 1 września 2015 roku zainaugurowało rok szkolny Technikum Akademii Artystycznej oraz Placówka Artystyczna Akademii Artystycznej, a 1 października rozpoczęła działalność Placówka Doskonalenia Akademii Artystycznej.

## Domeny działalności – samodzielne jednostki organizacyjne
| domena                                      | działalność |
| ------------------------------------------- | --- |
| Business Consulting & Training              | Doradztwo w zakresie organizacji i zarządzania biznesem, oświatą, sportem, kulturą i sztuką. Szkolenia biznesowe dla przedsiębiorstw. Doradztwo personalne.                                                                                  |
| Impresariat Muzyczny CONCERTO               | Produkcja muzyczna i multimedialna. Opieka artystyczna i kreacja sceniczna. Obsługa techniczna (technika estradowa i studyjna). Technologie internetowe (on-line). Organizacja imprez i wydarzeń muzycznych, IEM, społecznych i biznesowych. |
| katowicka Szkoła Muzyczna Yamaha            | Rozwijanie zainteresowań i uzdolnień muzycznych dzieci, młodzieży i dorosłych. |
| Music English Academy                       | Rozwijanie zainteresowań i uzdolnień językowych dzieci i młodzieży. |
| Letnia Akademia Muzyki                      | Organizowanie letniego wypoczynku, łączącego edukację muzyczną z aktywnym wypoczynkiem dla dzieci i młodzieży. |
| Placówka Artystyczna Akademii Artystycznej  | Rozwijanie zainteresowań i uzdolnień artystycznych dzieci, młodzieży i dorosłych. Organizowanie czasu wolnego i opieki. |
| Technikum Akademii Artystycznej             | Kształcenie ogólne i zawodowe dla młodzieży. |
| Placówka Doskonalenia Akademii Artystycznej | Kształcenie ustawiczne i na odległość (e-learning) dla dorosłych. |